# Veckersviller
Veckersviller település Franciaországban, Moselle megyében. Lakosainak száma 230 fő (2022. január 1.). Veckersviller Bickenholtz, Fleisheim, Metting, Schalbach, Wintersbourg, Siewiller és Weyer községekkel határos.

## Népesség
A település népessége az elmúlt években az alábbi módon változott:
| Lakosok száma | 262  | 243  | 242  | 231  | 232  | 233  | 234  | 231  | 230  |
|               | 2013 | 2015 | 2016 | 2017 | 2018 | 2019 | 2020 | 2021 | 2022 |